# Ebba Andersson
Ebba Andersson, švedska smučarska tekačica, * 10. julij 1997.
Andersonova je članica kluba Sollefteå skidor IF.
Za Švedsko je nastopila na FIS svetovnem prvenstvu 2017 v Lahtiju na Finskem, kjer je s štafet 4 x 5 km osvojila srebrno medaljo. Uspeh je švedska ženska štafeta, v kateri je prav tako sodelovala, ponovila na Zimskih olimpijskih igrah 2018 v Pjongčangu. V skaitlonu je na istih Olimpijskih igrah Anderssonova zasedla 4. mesto, 0,8 sekunde za tretjeuvrščeno Kristo Pärmäkoski.